# Robert de Nola
Robert de Nola, ook bekend onder zijn pseudoniem Mestre Robert, was een Catalaans chef-kok en schrijver van het allereerste gedrukte kookboek in het Catalaans, Llibre del Coch. Hij was chef-kok aan het hof van Ferdinand I van Napels.

## Llibre del Coch
Robert de Nola publiceerde het boek Llibre del Coch in 1520 in Barcelona onder zijn pseudoniem Mestre Robert. Het was het eerste gepubliceerde kookboek in het Catalaans. De Spaanse vertaling werd in 1525 in Toledo gepubliceerd. Delen van het boek zijn gebaseerd op Llibre de Sent Soví, een bekend middeleeuws kookboek. Het bevat recepten en culinaire tradities van de 14e eeuw.